# Kaouther Adimi

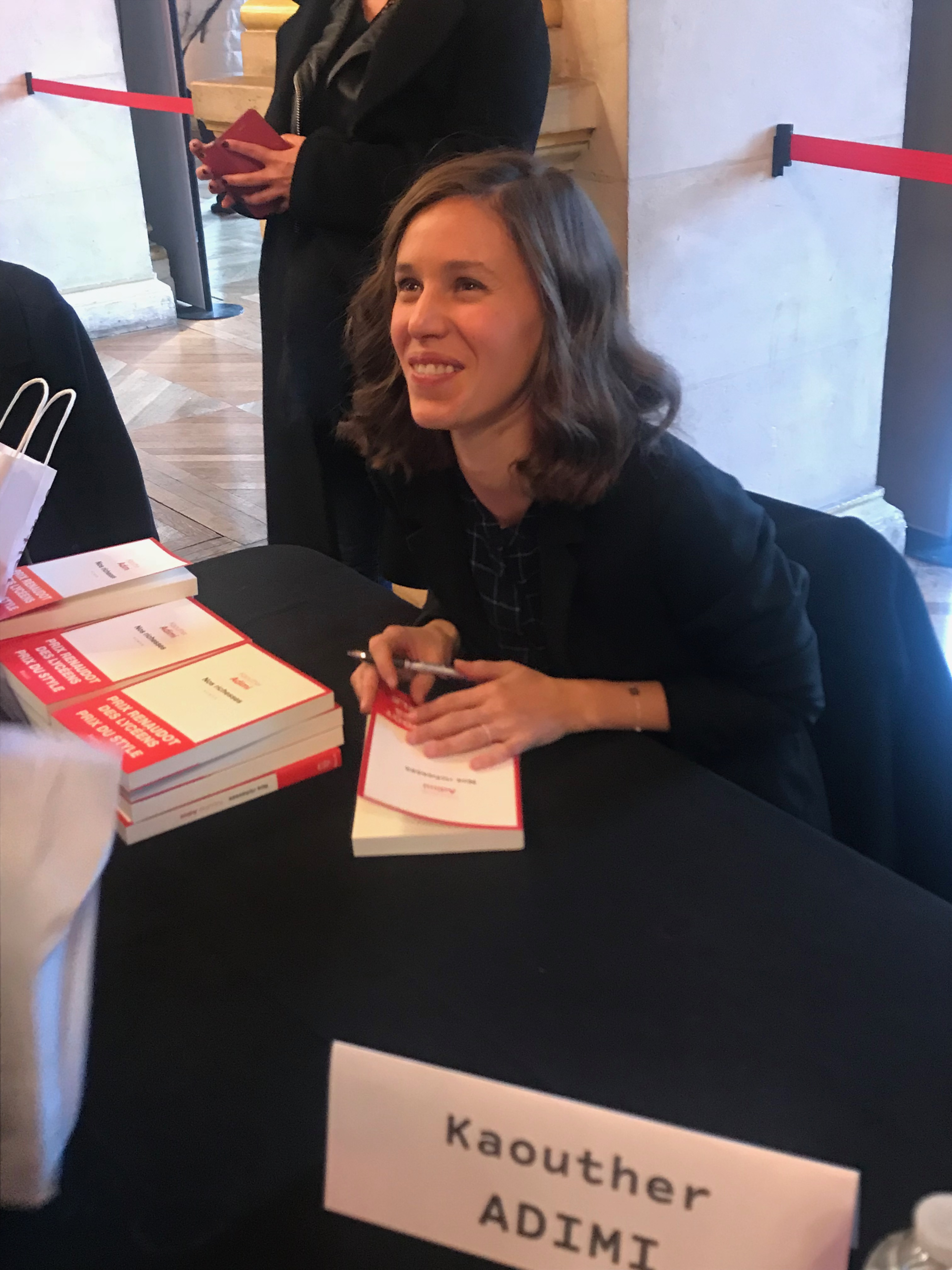
Kaouther Adimi

Kaouther Adimi, (1986, Argel) é escritora, e pós-graduada em literatura moderna e gestão de recursos humanos. Desde de 2009 ela reside em Paris.

## Vida
Kaouther Adimi nasceu em Argel, Argélia, em 1986. Dos quatro aos oito anos de idade morou com a família em Grenoble, na França. Nesse período, descobriu o prazer da leitura frequentando a biblioteca pública com o pai.
Em 1994 ela voltou para a Argélia, num momento que o terrorismo assolava o país. Tendo pouquíssimas oportunidades de ler, ela começou a escrever suas próprias histórias.
Enquanto estudava na Universidade de Argel, Adimi participou do concurso de redação organizado pelo Instituto Francês para jovens escritores em Muret (Haute-Garonne). O conto que apresentou chamou a atenção do júri, que o publicou em uma coletânea ao lado das produções dos outros laureados. A partir desta publicação ela iniciou sua carreira.
Adimi obteve licenciatura em literatura moderna e gestão de recursos humanos.
Em 2009 escreveu seu primeiro romance L'envers des autres. No mesmo ano mudou de Argel para Paris.

## Obras
- Le Chuchotement des anges, seu primeiro conto, publicado na coletânea de contos Ner rien faire et autres nouvelles, edições Buchet/Chastel, março de 2007.
- L'Envers des autres Arles, França]: Actes sud, 2011. ISBN 9782742797257, OCLC 725889694[2]
- Des pierres dans ma poche, Paris: Éditions du Seuil, DL 2016. ISBN 9782021302691, OCLC 948029133
- Le Sixième Œuf, nouvelle sombre, in Alger, la nuit, edições Barzakh, 2011
- Nos richesses, éditions du Seuil, 2017. ISBN 9782363604507, OCLC 1023611160[3][4][5]
- Les petits de Décembre, Éditions du Seuil, 2019. ISBN 9782021430806
- Au vent mauvais, roman, Éditions du Seuil, 2022. ISBN 978-2-0215-0356-2

## Prêmios e reconhecimento
- 2011, Prêmio littéraire de la Vocation, por L'Envers des Autres
- 2015, Prêmio du roman de la fondation France-Algérie
- 2008, Prêmio du FELIV (Festival internacional de la littérature et du livre de jeunesse d'Alger)
- 2008, Prêmio du jeune écrivain de langue française, para Pied de vierge [6]
- 2017, Prêmio Renaudot des lycéens para Nos richesses[7][8]
- 2017, Prêmio du Style para Nos richesses
- 2018, Prêmio Beur FM Méditerranée para Nos richesses
- 2018, Choix Goncourt de l'Italie 2018 para Nos richesses .
- 2018, Menção especial Prêmio littéraire Giuseppe Primoli por Nos richesses .
- 2020, Prêmio du roman métis des lycéens para Les Petits de décembre